# First Day of My Life (Bright Eyes-låt)
"First Day of My Life" är en singel från musikalbumet, I'm Wide Awake, It's Morning av bandet Bright Eyes från delstaten Nebraska i USA. Singeln utkom den 21 mars, 2005. "First Day of My Life" är en "klassisk" kärlekssång medan "When the President Talks to God" mer är en politisk sång.

## Låtlista
1. "First Day of My Life" (Conor Oberst)
2. "When the President Talks to God" (Oberst)
3. "True Blue" (Oberst)